# Maracalagonis
Maracalagonis är en ort och kommun i storstadsregion Cagliari, innan 2016 provinsen Cagliari, i regionen Sardinien i Italien. Kommunen hade 7 980 invånare (2017).